# Букштейн, Аня
А́ня Букште́йн (ивр. אניה בוקשטיין‎; род. 7 июня 1982, Москва, СССР) — израильская актриса, певица и модель. Наиболее известна исполнением роли Кинвары в сериале «Игра престолов» телеканала HBO.

## Биография
Родилась 7 июня 1982 года в Москве, её отец Феликс Букштейн — врач-нейроонколог, мать — сурдопедагог. Репатриировалась с семьёй в Израиль. Изучала актёрское мастерство в школе искусства «Тельма Ялин» в Гиватаиме. После окончания учёбы Аня Букштейн была призвана в ряды вооружённых сил Израиля, где пела в ансамбле ВВС.

## Карьера

### Кино и телевидение
Аня Букштейн дебютировала в кино в 1994 году в фильме «Новая страна» (ивр. ארץ חדשה‎). За роль в этом фильме она была номинирована на израильскую премию «Офир».
В 2005 году сыграла в фильме Шмуэля Хасфари «Династия Шварц» (ивр. שושלת שוורץ‎ Шошелет Шварц), где исполнила роль Анны, молодой репатриантки из России, которая должна похоронить отца в Израиле, но законы против этого. За роль в этом фильме она вновь была номинирована на премию «Офир».
В 2007 году Аня Букштейн вместе с Фанни Ардан снялась в фильме Ави Нешера «Секреты», она играет дочь ортодоксального раввина, которая вступает в отношения с девушкой. В том же году Аня впервые снялась в рекламе.
В периоде между 2007-м и 2013-м годами Аня играла роль Ирины Ковловой в успешном телесериале Авторитет (הבורר).
В 2010 году Букштейн сыграла в первом израильском фильме ужасов «Бешеные» (ивр. כלבת‎ — «Калэвет»).
В 2016 году исполнила роль Кинвары в шестом сезоне сериала «Игра престолов» телеканала HBO.

### Театр
После демобилизации Аня играла в спектакле «Хозяйка дворца». В 2010 году сыграла в спектакле «Гетто» режиссёра Йегошуа Соболя, в котором рассказывается о судьбе жителей вильнюсского гетто в период Второй мировой войны. В интервью порталу izrus Аня заявила «Я хочу верить: то, что случилось, останется в прошлом, и никогда не повторится. Сегодняшнее отношение международной общественности к Израилю очень меня пугает. Я действительно сильно напугана всей этой ситуацией. То, чем я занимаюсь в театре, является моей гражданской позицией».

## Личная жизнь
В сентябре 2013 году она вышла замуж за израильского застройщика Дотана Вайнера (двоюродного брата актрисы Галит Гутман). В 2018 году у них родилась первая дочь.
Она говорит на русском, иврите, французском, итальянском и английском языках.

## Фильмография
| Год       |     | Русское название  | Оригинальное название | Роль                |
| --------- | --- | ----------------- | --------------------- | ------------------- |
| 1994      | ф   | Новая страна      | Aretz Hadasha         | Анна                |
| 2003      | ф   | Небесный Дар      | Matana MiShamayim     | Марина              |
| 2004      | с   |                   | Shabatot VeHagim      | Равит               |
| 2004      | с   | Наша песня        | Ha-Shir Shelanu       | Тамара Вайс         |
| 2005      | ф   | Династия Шварц    | Shoshelet Schwartz    | Анна                |
| 2006      | ф   | Грязный выпад     | Foul Gesture          | Аркадия             |
| 2007      | ф   | Секреты           | Ha-Sodot              | Ноэми               |
| 2007      | с   |                   | Screenz               | Шири                |
| 2007—2013 | с   | Авторитет         | Ha-Borer              | Irena Kovlova       |
| 2010      | ф   | Бешеные           | Kalevet               | Ади                 |
| 2011      | с   | Друзья Наор       | Hachaverim Shel Naor  | Сильва              |
| 2012      | ф   | Дирижёр           | Дирижёр               | Аня                 |
| 2012      | ф   | Мёртвая Европа    | Dead Europe           | Амира               |
| 2013      | кор |                   | Everywhere But Here   | Роми                |
| 2013      | ф   | Друзья из Франции | Les Interdits         | Вера                |
| 2014      | с   |                   | Amamiyot              | Silvy Slavit Kanaf  |
| 2014—2015 | с   | Фальшивый флаг    | False Flag            | Ася Бриндич         |
| 2016      | с   | Игра престолов    | Game of Thrones       | Кинвара             |
| 2016      | ф   | Тихое сердце      | A Quiet Heart         | Наоми               |
| 2017      | с   | Гений             | Genius                | Маргарита Конёнкова |